# ダン・ティン
ダン・ティン(đàn tính)またはティン・タウ(tính tẩu)とは、ベトナムのランソン省のタイー族によって用いられる撥弦楽器である。ティン・タウはタイー族による元々の呼称であるが、ベトナム語では上記の2つの呼称が共に用いられる。
弦は2本あり、素材は絹やナイロンや釣り糸が用いられる。魂に活力が与えられることを祈る降霊術の際に、祈祷師が用いる。
ベトナムの文化・スポーツ・観光を司る省は2007年、伝統歌謡の振興に加えて、楽器の振興に関する計画を発表した。講習会では伝統歌謡の採譜や録音が推し進められ、地域の芸術学校による伝統音楽についての解説が行われた。